# Eureka (Utah)
Eureka è una città degli Stati Uniti d'America situata nel centro dello Utah. Fa parte della Contea di Juab.

## Geografia fisica
Le coordinate geografiche di Eureka sono 39°57′18″N 112°06′59″W.
Eureka occupa un'area totale di 3.8 km², tutti di terra.

## Società

### Evoluzione demografica
Al censimento del 2000, risultarono 766 abitanti, 271 nuclei familiari e 191 famiglie residenti in città. Ci sono 342 alloggi con una densità di 201,2/km². La composizione etnica della città è 97,65% bianchi, 1,04% nativi americani, 0,13% originari delle isole del Pacifico, 0,13% asiatici, 0,26% di altre razze e 2,35% ispanici e latino-americani. Dei 271 nuclei familiari il 39,1% ha figli di età inferiore ai 18 anni che vivono in casa, 56,8% sono coppie sposate che vivono assieme, 8,9% è composto da donne con marito assente, e il 27,3% sono non-famiglie. Il 24% di tutti i nuclei familiari è composto da singoli 13,7% da singoli con più 65 anni di età. La dimensione media di un nucleo familiare è di 2,83 mentre la dimensione media di una famiglia è di 3,37. La suddivisione della popolazione per fasce d'età è la seguente: 33,2% sotto i 18 anni, 9,1% dai 18 ai 24, 27.7% dai 25 ai 44, 18,8% dai 45 ai 64, e l'11,2% oltre 65 anni. L'età media è di 30 anni. Per ogni 100 donne ci sono 103,2 maschi. Per ogni 100 donne sopra i 18 anni, ci sono 102,4 maschi. Il reddito medio di un nucleo familiare è di $36 875 mentre per le famiglie è di $43 077. Gli uomini hanno un reddito medio di $35 938 contro $26 563 delle donne. Il reddito pro capite della città è di $14 534. Circa il 6,3% delle famiglie e il 9,9% della popolazione è sotto la soglia della povertà. Sul totale della popolazione il 10,5% dei minori di 18 anni e il 12,2% di chi ha più di 65 anni vive sotto la soglia della povertà.